# Siège de Kehl (1678)
En marge de la guerre de Hollande, la ville de Kehl est annexée en 1678 par la France de Louis XIV car considérée comme une section du système de défense de la ville libre impériale du Saint Empire Romain Germanique qu'est Strasbourg. En 1681, en pleine période de paix, Strasbourg capitule devant les armées de Louis XIV et devint française. De fait, Kehl est transformée en une forteresse en 1683 par l'architecte français Vauban et l'ingénieur Jacques Tarade.